# Disparia obliquiplaga
Disparia obliquiplaga är en fjärilsart som beskrevs av Moore 1879. Disparia obliquiplaga ingår i släktet Disparia och familjen tandspinnare. Inga underarter finns listade i Catalogue of Life.